# نقل (روستا)
نقل یا نُقُل روستایی در بخش پادنا علیا شهرستان سمیرم استان اصفهان ایران است. این روستا در عرض جغرافیایی: ۳۰ درجه و ۵۲ دقیقه و ۵ ثانیه شمالی و همچنین طول جغرافیایی: ۵۱ درجه و ۳۹ دقیقه و ۱۳ ثانیه شرقی قرار گرفته‌است و ارتفاع آن از سطح دریا ۲۲۷۶ متر است.
این روستا یکی از آخرین روستاهای جنوب استان اصفهان است. بعد از این روستا هیچ روستای دیگری قرار ندارد و راه‌های روستایی به بن‌بست قلهٔ «پازن پیر» در رشته کوه‌های دنا می‌انجامد. این روستا از شمال به روستای «دنگزلو» و «پل هوایی کهنگان»، از جنوب به قلهٔ پازن پیر کوه دنا و همچنین «کوه سیاه»، از غرب به کوه «دنا» (قلهٔ نول) و از شرق به مزرعهٔ «سرسنگون» محدود می‌شود. رودخانهٔ سرد مرز نقل با روستای دنگزلو است. این روستا حدود ۷۳ خانوار دارد و جمعیت آن ۳۱۵ نفر است.

## سقوط هواپیمای تهران- یاسوج
در روز یکشنبه ۲۹ بهمن ۱۳۹۶ یک فروند هواپیمای ای‌تی‌آر ۷۲، پرواز شماره ۳۷۰۴ هواپیمایی آسمان (EP3704/IRC3704) بعد از ۵۰ دقیقه پرواز از تهران به سمت یاسوج در قله ی پازن پیر کوه دنا در جنوب روستای نقل سقوط کرد.
همه ی 66 سرنشین این هواپیما کشته شدند. مردم این روستا از این حادثه ی غم انگیز، بسیار اندوهگین شدند. آنان با  برافروختن 66 شمع و برگزاری  مراسم «شام غریبان» یاد مسافران درگذشته‌ی این پرواز را گرامی داشتند.